# Synagoga Portugalska w Amsterdamie

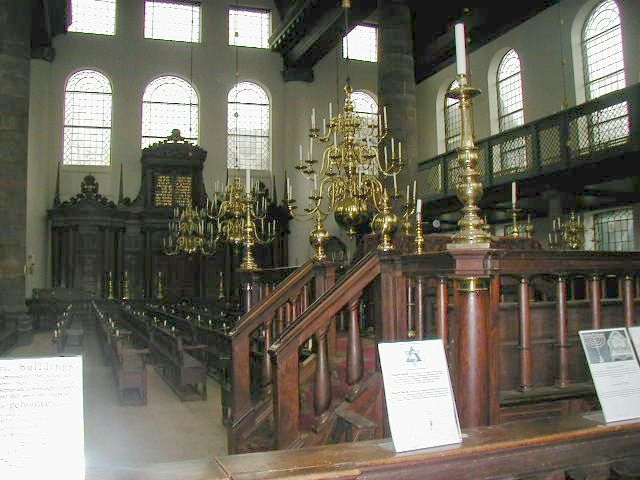
Wnętrze synagogi

Synagoga Portugalska w Amsterdamie (tzw. Esnoga) – XVII-wieczna sefardyjska synagoga, znajdująca się w Amsterdamie, przy placu Mr. Visserplein.
12 grudnia 1670 roku sefardyjska gmina żydowska z Amsterdamu nabyła działkę pod budowę nowej synagogi. 17 kwietnia 1671 roku rozpoczęły się prace budowlane pod kierownictwem architekta Eliasa Bouwmana. 2 sierpnia 1675 roku uroczyście otwarto synagogę. Wokół synagogi wybudowano również szereg mniejszych budynków, w których mieszczą się archiwa, biura zarządu gminą, domy rabinów, urzędników gminnych, biblioteka oraz tzw. „zimowa” synagoga, w której modlono się tylko w zimie, gdyż dawniej większa synagoga nie była ogrzewana.
W latach 1955–1959 synagoga przeszła gruntowny remont. Wówczas na nowo zaprojektowano główną salę modlitewną i znacznie ją zmodernizowano, m.in. dodając elektryczne ogrzewanie. W synagodze podłoga jest pokryta specjalnym piaskiem, którego zadaniem jest pochłanianie kurzu i brudu z butów oraz tłumienie hałasu.